# إدوارد ثييل
إدوارد ثييل (بالإنجليزية: Edward Thiele)‏ هو ضابط أمريكي، ولد في 4 سبتمبر 1905، وتوفي في 1981.